# 瑟比頓
瑟比頓（Surbiton）是英國倫敦西南部的一個地區，在行政區劃上屬於泰晤士河畔京斯頓皇家自治市。瑟比頓和泰晤士河相鄰，位於倫敦市中心以西11英里處。在歷史上瑟比頓屬於薩里郡。